# Ольстерские добровольцы

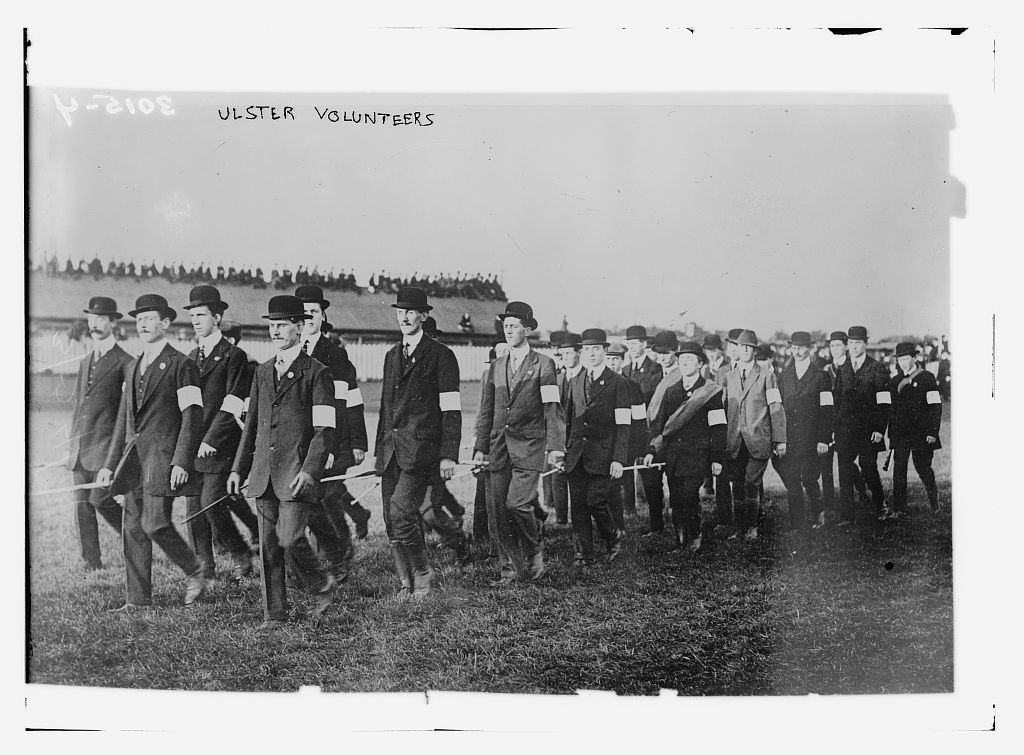
Олстерские волонтерские силы в 1914 году

Ольстерский добровольческий корпус (англ. Ulster Volunteers) - это объединенная группировка милиции, основанная в 1912 году для блокирования внутреннего самоуправления (или домашнего правила) Ирландии, которая тогда была частью Соединенного Королевства.

## История
В ходе обсуждения Акта о гомруле 1914 года, по которому Ирландия должна была получить свой парламент, в Ольстере начали готовиться к вооруженной борьбе. Консервативные классы поддерживали парамилитарные объединения жителей Ольстера деньгами и оружием.
Многие протестанты Ольстера опасались попасть под руководство католического парламента в Дублине и потерять местное управление и прочные связи с Великобританией. В 1913 году были организованы "Ольстерский добровольческий корпус" ("UVF"), пообещавший противостоять любым попыткам британского правительства распространить Акт о правительстве Ирландии (1914) на Ольстер. Позже в том же года ирландские националисты создали организацию, целью которой было защитить Акт о самоуправлении. В апреле 1914 года UVF перевезла 25 000 ружей в Ольстер. Кризис утратил актуальность с началом Первой мировой войны в августе 1914 года. Многие члены UVF были включены в состав 36-й (Ольстерской) дивизии Британская армия Британской армии и пошли воевать на Западный фронт (Западный фронт).